# Миллер, Стивен (политический советник)
Стивен Миллер (род. 23 августа 1985) — американский политический советник. Советник президента США по внутренней безопасности с 20 января 2025 года.
Занимал должности старшего советника по вопросам политики и директора по написанию речей в Белом доме при президенте Дональде Трампе. Его политика характеризуется как ультраправая и антииммиграционная. Ранее он был директором по коммуникациям тогдашнего сенатора Джеффа Сешнса. Он также работал пресс-секретарём членов Палаты представителей США Мишель Бахман и Джона Шадегга.
Будучи спичрайтером Трампа, Миллер помогал в написании его инаугурационной речи. Он был ключевым советником с первых дней президентства Трампа. Сторонник жёсткой линии в отношении иммиграции, Миллер был главным разработчиком запретов Трампа на въезд, сокращения администрацией числа принимаемых в США беженцев и политики Трампа по разлучению детей иммигрантов с их родителями. Также он препятствовал публикации внутренних исследований администрации, которые показали, что беженцы оказывают чистый положительный эффект на доходы государства. Сообщается, что Миллер сыграл центральную роль в отставке в апреле 2019 года министра внутренней безопасности Кирстен Нильсен, которая, по его мнению, была недостаточно воинствующей в вопросах иммиграции.
В качестве официального представителя Белого дома он неоднократно делал ложные и необоснованные заявления о широко распространённых нарушениях на выборах. Просочившиеся в ноябре 2019 года электронные письма показали, что Миллер продвигал статьи белых националистических изданий VDARE и American Renaissance и поддерживал теории заговора. Миллер входит в список экстремистов Южного центра правовой защиты бедноты.

## Ранние годы
Миллер родился 23 августа 1985 года в Санта-Монике, Калифорния, где и вырос, вторым из трёх детей в еврейской семье Майкла Д. Миллера, инвестора в недвижимость, и Мириам (урождённой Глоссер). Предки его матери — Вольф Либ Глоцер и его жена Бесси — эмигрировали в Соединенные Штаты из Антополя Российской империи, на территории современной Белоруссии, прибыв в Нью-Йорк 7 января 1903 года на немецком корабле SS Moltke, избежав таким образом антиеврейских погромов 1903—1906 годов. Когда его прабабушка приехала в США в 1906 году, она говорила только на идише, историческом языке евреев-ашкеназов Восточной Европы.
По словам Миллера, он стал убежденным консерватором после прочтения книги Guns, Crime, and Freedom (Оружие, преступность и свобода) Уэйна Лапьера, исполнительного директора Национальной стрелковой ассоциации, выступающей против контроля над оружием. Во время учёбы в средней школе Санта-Моники Миллер начал выступать на консервативном разговорном радио. В 2002 году, в возрасте 16 лет, Миллер написал письмо редактору газеты Santa Monica Outlook с критикой реакции его школы на теракты 11 сентября; он написал: «Усама бен Ладен чувствовал бы себя очень желанным гостем в средней школе Санта-Моники». Учась в школе, Миллер называл книгу Раша Лимбо The Way Things Ought To Be (Как всё должно быть) своей любимой. Миллер пригласил консервативного активиста Дэвида Горовица выступить сначала в средней школе, а затем в Дьюкском университете; впоследствии он осудил тот факт, что ни одно из учреждений не дало разрешения на проведение мероприятия. У Миллера была привычка «раздражать своих одноклассников противоречивыми заявлениями»; например, он говорил латиноамериканским ученикам говорить только по-английски.
В 16 лет Миллер позвонил в консервативное радиопрограмму «Шоу Ларри Элдера», чтобы пожаловаться на предполагаемое отсутствие патриотизма в своей школе, потому там не произносилась клятва верности. Дэвид Горовиц, которого Южный центр правовой защиты бедности описывает как антимусульманского и антииммигрантского экстремиста, опубликовал на своём сайте эссе Миллера «Как я изменил свою левую среднюю школу». Горовиц был назван влиятельной фигурой в ранней жизни Миллера.
В 2007 году Миллер получил степень бакалавра в Дьюкском университете, где изучал политологию. Он был президентом дьюкского отделения организации Горовица «Студенты за академическую свободу» и вёл консервативные колонки для студенческой газеты. Миллер привлёк к себе всеобщее внимание благодаря защите студентов, которых ошибочно обвинили в изнасиловании по делу команды по лакроссу в Дьюке. Во время учёбы в университете Миллер обвинил поэтессу и активистку движения за гражданские права Майю Энджелоу в «расовой паранойе» и назвал студенческую организацию Chicano Student Movement of Aztlán (MEChA) «радикальной национальной латиноамериканской группой, которая верит в расовое превосходство».
Миллер и Союз консерваторов Дьюка (англ. Duke Conservative Union) помогли члену организации Ричарду Спенсеру, в то время аспиранту Дьюка, в сборе средств и продвижении дебатов по иммиграционной политике в марте 2007 года между Питером Лауфером, активистом движения за открытые границы и профессором Орегонского университета, и журналистом Питером Бримелоу, основателем антииммиграционного сайта VDARE. Позднее Спенсер стал важной фигурой в движении белых супрематистов и президентом Института национальной политики, им был введён термин «альт-правые». В интервью 2016 года Спенсер сказал, что был наставником Миллера в Дьюке. Описывая их близкие отношения, Спенсер заметил, что он «отчасти рад, что об этом никто не говорил», опасаясь навредить Трампу. В более поздней записи в блоге он сказал, что преувеличил характер этих отношений. Миллер заявил, что у него «нет абсолютно никаких отношений с мистером Спенсером» и что он «полностью отвергает его взгляды, а его утверждения на 100 % ложны».
Бывший старший вице-президент Университета Дьюка Джон Бернесс рассказал изданию The News & Observer в феврале 2017 года, что в Дьюке Миллер «считал, что если вы не согласны с ним, в вашем мышлении есть что-то злонамеренное или глупое — чрезвычайная нетерпимость». По словам Джейн Стэнсилл из The News & Observer, во время дела команды по лакроссу в Дьюке Миллер был «одиноким голосом, настаивавшим на невиновности игроков». Профессор истории Роберт Дэвид Джонсон описал атмосферу в Дьюке во время дела как «не способствующую высказыванию мнений» и высоко оценил роль Миллера в нём: «Я думаю, что это потребовало большого мужества, и ему следует отдать должное за это.» Миллер посвятил в своей студенческой газетной колонке «Miller Time» скандалу с лакроссом больше внимания, чем любой другой теме.

## Карьера
После окончания университета Миллер начал работать пресс-секретарём у конгрессвумен Мишель Бахман, республиканки из «Движения чаепития», с которой его связал Дэвид Горовиц. Позже Горовиц помог Миллеру получить должность у Джона Шадегга в начале 2009 года. В 2009 году Миллер начал работать на сенатора от Алабамы Джеффа Сешнса, который позже был назначен генеральным прокурором США, дослужившись до должности директора по коммуникациям. В Конгрессе 113-го созыва Миллер сыграл определённую роль в разгроме предложенного двухпартийной «группой восьми» законопроекта об иммиграционной реформе. Будучи директором по коммуникациям, Миллер отвечал за написание многих речей, с которыми Сешнс выступал по поводу законопроекта. Миллер и Сешнс разработали то, что Миллер описывает как «популизм национального государства», реакцию на глобализацию и иммиграцию, которая повлияла на кампанию Дональда Трампа в 2016 году. Миллер также работал над успешной кампанией Дэйва Брэта в Палату представителей в 2014 году, в результате которой лидер республиканского большинства Эрик Кантор был смещён.

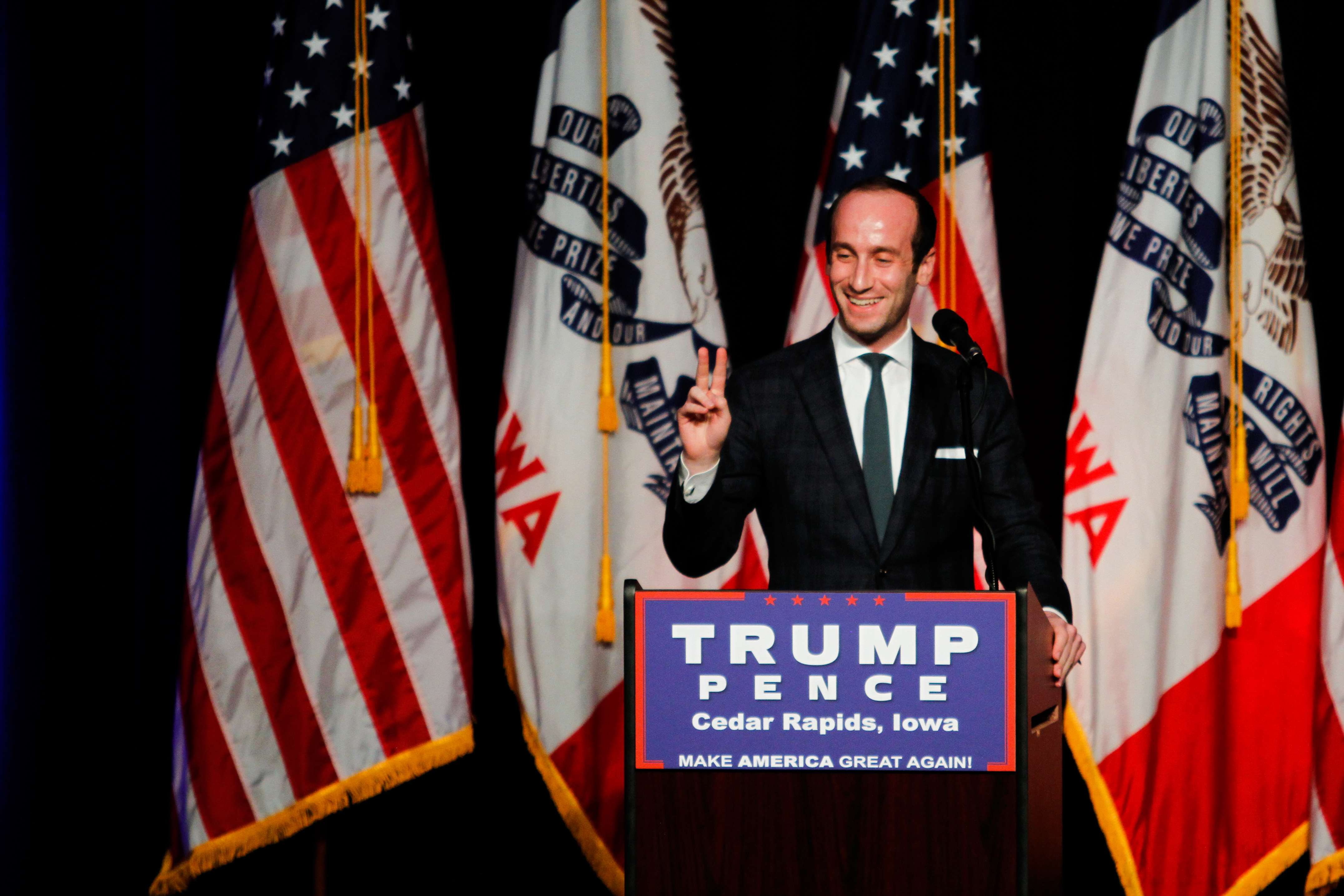
Миллер на предвыборном митинге Трампа 28 июля 2016 года в Сидар-Рапидс, Айова.

В январе 2016 года Миллер присоединился к президентской кампании Дональда Трампа 2016 года в качестве старшего советника по вопросам политики. Начиная с марта 2016 года, он регулярно выступал в рамках предвыборной кампании, «разогревая» публику для Трампа. Миллер написал речь, с которой Трамп выступил на Республиканском национальном съезде 2016 года. В августе 2016 года Миллер был назначен главой команды Трампа по экономической политике.
Считалось, что Миллер разделяет «идеологическое родство» с бывшим главным стратегом Белого дома и соучредителем Breitbart News Стивом Бэнноном и «долгое время сотрудничал» с ним. Однако в 2017 году Миллер отдалился от Бэннона, поскольку Бэннон потерял расположение других сотрудников Белого дома.
7 апреля 2021 года Миллер основал консервативную юридическую организацию America First Legal Foundation.
8 сентября 2022 года Миллер и Брайан Джек были вызваны в суд федеральным Большим жюри, расследующим попытки отменить президентские выборы 2020 года с особым упором на нападение на Капитолий США 6 января.

### Администрация Трампа
В ноябре 2016 года Миллер был назначен директором по национальной политике в переходной команде Трампа. 13 декабря 2016 года переходная команда объявила, что Миллер будет занимать должность старшего советника президента по вопросам политики в администрации Трампа. Первоначально на него была возложена ответственность за определение всей внутренней политики, но вскоре он взял на себя ответственность только за иммиграционную политику. С тех пор как Миллер стал одним из трёх старших советников президента, он считался советником, формировавшим иммиграционную политику администрации Трампа.
В первые дни президентства Трампа Миллер работал с сенатором Джеффом Сешнсом, кандидатом Трампа на пост генерального прокурора, и Стивом Бэнноном, главным стратегом Трампа, чтобы с помощью президентских указов проводить политику ограничения иммиграции и борьбы с городами-убежищами. Миллер и Бэннон предпочитали указы президента законодательным актам. Взгляды Миллера и Сешнса на иммиграцию находились под влиянием таких антииммиграционных групп, как Федерация иммиграционных реформ Америки, NumbersUSA и Центр иммиграционных исследований. Миллер и Бэннон участвовали в разработке указа 13769, который был направлен на ограничение поездок в США и иммиграции граждан семи мусульманских стран и приостановку Программы приёма беженцев в CША (USRAP) на 120 дней, одновременно на неопределенный срок приостанавливая въезд сирийцев в США. Миллеру приписывают роль человека, стоящего за решением администрации Трампа сократить число беженцев, принимаемых в Соединённые Штаты.
Миллер сыграл влиятельную роль в решении Трампа уволить директора ФБР Джеймса Коми в мае 2017 года. Миллер и Трамп подготовили письмо Коми, которое не было отправлено после внутренней проверки и возражений юрисконсульта Белого дома Дона Макгана, но заместителю генерального прокурора Роду Розенштейну была предоставлена копия, после чего он подготовил собственное письмо Коми, которое было приведено в качестве причины увольнения Коми. В ноябре 2017 года специальный прокурор Роберт Мюллер допросил Миллера относительно его роли в увольнении Коми.

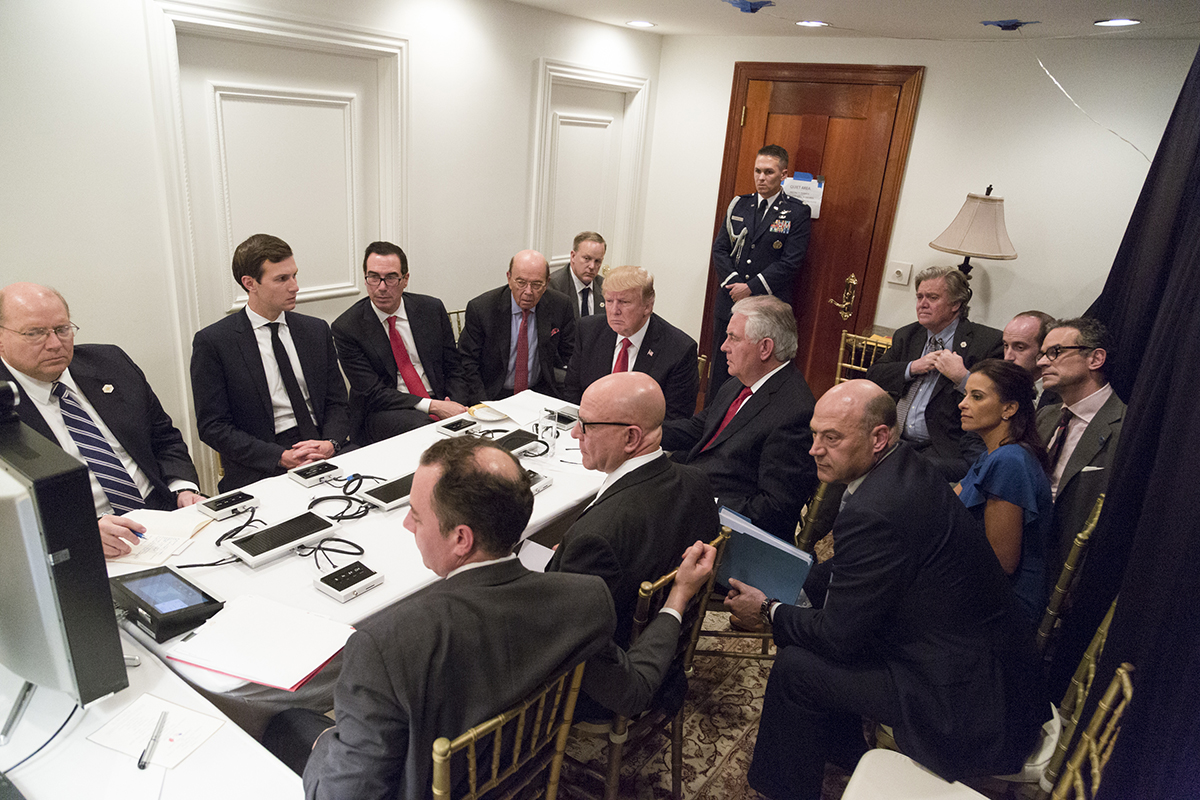
Миллер (второй справа) во время операции по нанесению ракетного удара по Сирии в апреле 2017 года

В сентябре 2017 года газета The New York Times сообщила, что Миллер помешал администрации Трампа демонстрировать общественности внутреннее исследование Министерства здравоохранения и социальных служб, которое показало, что беженцы оказывают чистый положительный эффект на государственные доходы. Миллер настаивал на том, чтобы публиковались только расходы на беженцев, а не доходы, которые они приносят в казну.
В октябре 2017 года Трамп представил Конгрессу список требований иммиграционной реформы, требуя строительства дополнительной стены вдоль границы между Мексикой и США, найма 10 000 дополнительных агентов Иммиграционной и таможенной полиции США, ужесточения политики предоставления убежища и прекращения выделения федеральных средств городам-убежищам в обмен на любые действия в отношении иммигрантов без документов, прибывших в страну в несовершеннолетнем возрасте. Эти иммигранты были защищены от депортации в рамках политики «Отложенные меры в отношении детей-иммигрантов» (DACA) до её отмены месяцем ранее, в сентябре 2017 года. The New York Times сообщила, что Миллер и Сешнс были в числе чиновников администрации Трампа, разработавших эти требования.
В мае 2018 года стало известно, что 3 августа 2016 года Миллер присутствовал на неоднозначной встрече, в которой участвовали Джордж Нейдер от имени двух арабских принцев, генеральный директор Wikistrat Джоэл Замел, Эрик Принс и Дональд Трамп-младший. В ноябре 2017 года газета New York Times также сообщила, что Миллер поддерживал регулярные контакты с Джорджем Пападопулосом во время предвыборной кампании по поводу его бесед с российскими правительственными чиновниками.
Миллер и генеральный прокурор Сешнс были названы главными сторонниками решения администрации Трампа начать разлучать детей-мигрантов с их родителями, когда они пересекали границу США. Миллер утверждал, что такая политика удержит мигрантов от приезда в Соединённые Штаты. После того как Миллер дал интервью The Times, Белый дом попросил газету не публиковать его фрагменты в своём подкасте The Daily; Times удовлетворил просьбу.
В июле 2018 года высокопоставленная чиновница Белого дома Дженнифер Аранджио была уволена после того, как она выступала за то, чтобы США оставались в Глобальном договоре о миграции (план Организации Объединённых Наций, призванный «охватить все аспекты международной миграции целостным и всеобъемлющим образом»), защищала бюро Госдепартамента по делам беженцев, когда Миллер пытался лишить его финансирования, и исправляла недостоверную информацию о беженцах, которую Миллер представлял Трампу.
13 августа 2018 года издание Politico опубликовало эссе дяди Миллера, доктора Дэвида С. Глоссера, под названием Stephen Miller Is an Immigration Hypocrite. I Know Because I’m His Uncle (Стивен Миллер — иммиграционный лицемер. Я знаю, потому что я его дядя), в котором он подробно описал историю приезда семьи Глоссеров в США из села Антополь на территории современной Белоруссии.
В октябре 2018 года Financial Times сообщила, что Миллер стремился лишить китайских студентов возможности учиться в Соединённых Штатах. Миллер утверждал, что запрет необходим для сокращения китайского шпионажа, но ещё одно преимущество заключалось в том, что это повредило бы элитным университетам, сотрудники и студенты которых критиковали Трампа. В администрации Трампа идея Миллера встретила сопротивление, в частности, со стороны Терри Бранстеда, посла в Китае, который утверждал, что такой запрет нанесёт ущерб торговле США с Китаем и навредит небольшим американским университетам больше, чем элитным.
В преддверии промежуточных выборов 2018 года Миллер сыграл важную роль в посланиях Трампа, которые были направлены на сеяние опасений по поводу иммиграции. Партия Трампа потеряла 40 мест в Палате представителей на этих выборах, отчасти потому, что, по словам автора Vox Дары Линд, «заключительный аргумент» Трампа и Миллера, сосредоточенный на иммигрантах, апеллировал исключительно к «политике белой идентичности», которая не пользуется поддержкой большинства в США.
В январе 2019 года Миллер, как сообщается, сократил число иммигрантов, которые получат защиту, в рамках предложения Трампа предоставить защиту некоторым иммигрантам в обмен на поддержку Конгресса в выделении средств на строительство пограничной стены.
По имеющимся данным, Миллер сыграл центральную роль в отставке министра внутренней безопасности Кирстен Нильсен 7 апреля 2019 года в рамках более масштабной реорганизации ведомства в целях направления администрации Трампа к «более жёсткому» подходу к иммиграции. Нильсен выступала против плана, поддержанного Миллером, согласно которому администрация Трампа проведёт массовые аресты семей иммигрантов без документов в 10 крупных городах США. Quartz сообщила, что Миллер намеренно сливал информацию о задержаниях на границе и лицах, ищущих убежища, в Washington Examiner, чтобы газета опубликовала тревожные антииммиграционные статьи с критикой Нильсен. В том же месяце член Палаты представителей Ильхан Омар назвала Миллера белым националистом в рамках своих комментариев по поводу реорганизации Министерства внутренней безопасности, что вызвало резкую реакцию со стороны нескольких республиканцев, включая конгрессмена Ли Зелдина и Дональда Трампа-младшего, которые обвинили её в антисемитизме, поскольку Миллер еврей. После разоблачения Южного центра правовой защиты бедноты в ноябре 2019 года Омар опубликовала апрельский твит, в котором она назвала Миллера белым националистом, добавив, что «теперь у нас есть электронные письма, подтверждающие это».
После убийства Соединёнными Штатами Абу Бакра аль-Багдади Миллер якобы предложил «окунуть [голову аль-Багдади] в свиную кровь и выставить её напоказ, чтобы предупредить других террористов», согласно бывшему министру обороны Марку Эсперу в его книге A Sacred Oath (Священная клятва), опубликованной в 2022 году. Эспер назвал идею Миллера «военным преступлением»; Миллер отрицал, что это имело место.
Во время работы в администрации Трампа Миллер неоднократно встречался с министром иностранных дел Великобритании Борисом Джонсоном, которого Миллер назвал своим «большим поклонником». Во время встреч, которые проходили за пределами Белого дома, Миллер и Джонсон «обменивались идеями и советами по написанию речей».
В 2020 году, во время пандемии коронавируса, утечка информации показала, что Миллер хотел продлить временные пограничные ограничения, введённые из-за пандемии, чтобы ограничить иммиграцию в долгосрочной перспективе. Электронные письма показали, что Миллер пытался использовать полномочия в области общественного здравоохранения для введения пограничных ограничений в 2019 году. Миллер также советовал Трампу не прибегать открыто к ношению масок.
По данным The New York Times, весной 2020 года Миллер обратился к Министерству внутренней безопасности с просьбой разработать план использования американских войск для перекрытия всей границы США с Мексикой. По оценкам правительственных чиновников, такой план потребовал бы развёртывания около 250 000 военнослужащих, или более половины действующей армии, что представляет собой крупнейшее применение американской военной силы в стране со времён Гражданской войны. Сообщается, что министр обороны Марк Эспер выступил против этого плана, и в конечном итоге от него отказались.
Во время выборов 2020 года Миллер заявил, что в случае переизбрания Трампа администрация будет стремиться ограничить предоставление убежища, взять под контроль города-убежища, расширить «запрет на въезд» и сократить количество рабочих виз. Он поддержал соглашения администрации о «сотрудничестве в предоставлении убежища» в третьих странах с правительствами Центральной Америке и пообещал, что в случае переизбрания она будет проводить подобную политику с африканскими и азиатскими странами.
После того, как Трамп проиграл выборы 2020 года и не смог добиться отмены результатов в судах или легислатурах штатов, 14 декабря Миллер рассказал по телевидению о плане отправки «альтернативных» списков выборщиков в Конгресс. В тот же день, во время официального подсчёта голосов коллегии выборщиков, группы самопровозглашённых республиканских «альтернативных выборщиков» собрались в семи «колеблющихся» штатах и составили поддельные свидетельства об установлении факта голосования. Поскольку эти альтернативные списки не были подписаны губернаторами или государственными секретарями штатов, они не имели юридического статуса, но могли быть представлены в качестве опровержения истинных результатов при подсчёте голосов выборщиков в Конгрессе 6 января 2021 года. Наблюдательная группа American Oversight опубликовала эти документы в марте 2021 года, но они не привлекали особого внимания до января 2022 года, когда стало известно, что комитет 6 января расследует их. В январе 2022 года генеральный прокурор штата Мичиган Дана Нессель объявила, что после многомесячного расследования она обратилась в Министерство юстиции США с просьбой начать уголовное расследование.
6 января Трамп провёл митинг в поддержку своего ложного заявления о том, что выборы 2020 года были украдены. Миллер подготовил замечания, с которыми Трамп выступил на митинге. Во время и после выступления многие из присутствующих направились к Капитолию США и взяли его штурмом.

#### Утечка электронных писем
В ноябре 2019 года Южный центр правовой защиты бедноты (SPLC) получил более 900 электронных писем, которые Миллер отправил журналистке Breitbart News Кэти Макхью в период с 2015 по 2016 год. Эти письма легли в основу разоблачительного материала, который показал, что Миллер с энтузиазмом проталкивал взгляды белых националистических изданий, таких как American Renaissance и VDARE, а также ультраправого конспирологического сайта InfoWars, и продвигал французский роман «Лагерь Святош» распространяемый среди неонацистов, формируя как политику Белого дома, так и освещение расовой политики на сайте Breitbart. В ответ на разоблачение пресс-секретарь Белого дома Стефани Гришэм назвала SPLC «полностью дискредитированной, давно разоблачённой ультралевой клеветнической организацией». По состоянию на 15 ноября 2019 года более 80 членов Конгресса от демократов призвали к отставке Миллера в свете его электронных писем. 13 ноября конгрессвумен Александрия Окасио-Кортес (штат Нью-Йорк) подала петицию, которая к 16 ноября набрала более 20 000 подписей. По данным The Daily Beast, семь «высокопоставленных чиновников администрации Трампа, осведомлённых о положении Миллера в отношениях с президентом и другими сотрудниками, по отдельности заявилиThe Daily Beast, что эта история не поставила под угрозу положение Миллера и не изменила благоприятного мнения Трампа о нём. Двое из них буквально рассмеялись от одного только предположения, что разоблачение Hatewatch могло сместить или затруднить работу главного советника Трампа.»

## Выступления в СМИ
8 февраля 2016 года Миллер принял участие в интервью InfoWars, в ходе которого похвалил сайт и его владельца Алекса Джонса за освещение вопросов иммиграции и Транстихоокеанского партнёрства.
В феврале 2017 года, выступая в программе CBS Face the Nation (Лицом к нации), Миллер раскритиковал федеральные суды за блокирование запрета Трампа на въезд, обвинив судебную систему в том, что она «взяли на себя слишком много полномочий и во многих случаях стала высшей ветвью власти … Наши оппоненты, СМИ и весь мир скоро увидят, когда мы начнём предпринимать дальнейшие действия, что полномочия президента по защите нашей страны очень существенны и не будут подвергнуты сомнению.» Утверждение Миллера было встречено критикой со стороны экспертов в области права, таких как Илья Шапиро из Института Катона (который сказал, что комментарии администрации могут подорвать общественное доверие к судебной системе) и профессор юридического факультета Корнеллского университета Йенс Дэвид Олин (который сказал, что заявление демонстрирует «абсурдное отсутствие понимания разделения властей», закреплённого в Конституции). В том же выступлении Миллер ложно заявил, что на президентских выборах 2016 года имели место серьёзные фальсификации результатов голосования и что «тысячи нелегальных избирателей были доставлены на автобусах» в Нью-Гэмпшир. Миллер не предоставил никаких доказательств в поддержку заявлений; Гленн Кесслер из Washington Post обнаружил, что Миллер неоднократно делал ложные или необоснованные заявления о фальсификациях на выборах.
7 января 2018 года Миллер появился в программе Джейка Таппера State of the Union на CNN. В ходе интервью с Таппером Миллер назвал комментарии Стива Бэннона о встрече в Трамп-Тауэр в книге Майкла Волфа «Огонь и ярость» гротескными. Затем Миллер заявил: «Президент — политический гений … свергнувший династию Бушей, династию Клинтонов, весь медиа-комплекс». Таппер обвинил Миллера в уклонении от вопросов, в то время как Миллер поставил под сомнение легитимность CNN как новостного вещателя. Поскольку интервью становилось всё более спорным, и оба участника перебивали друг друга, Таппер завершил интервью и перешёл к следующему новостному сюжету. После окончания интервью Миллер отказался покинуть студию CNN, и его пришлось выпроводить охране.
В феврале 2019 года, когда возникли разногласия в связи с объявлением Трампом чрезвычайного положения в стране для финансирования строительства стены вдоль южной границы с Мексикой, которое было отклонено Конгрессом, Миллер защищал это заявление во время телеинтервью Криса Уоллеса.

### Дебаты с Джимом Акостой
2 августа 2017 года Миллер вступил в перепалку с корреспондентом Джимом Акостой из CNN на ежедневном брифинге в Белом доме по поводу поддержки администрацией Трампа закона RAISE, резкое ограничивающего легальную иммиграцию и благоприятствующего иммигрантам с высоким уровнем владения английским языком. Акоста заявил, что это предложение противоречит американским традициям в отношении иммиграции, и сказал, что статуя Свободы приветствует иммигрантов в США, ссылаясь на стихи из «Нового Колосса» Эммы Лазарус. Миллер оспорил связь между статуей Свободы и иммиграцией, указав, что «стихотворение, на которое вы ссылаетесь и которое было добавлено позже, на самом деле не является частью оригинальной статуи Свободы». Миллер добавил, что иммиграция «приливала и отливала» на протяжении всей американской истории, и спросил, сколько иммигрантов США должны принимать ежегодно, чтобы «соответствовать определению Джима Акосты о статуе Свободы как о законе страны».
В своих материалах некоторые издания (такие как The Washington Post, Washington Monthly и U.S. News & World Report) отметили, что различие, проведённое Миллером между статуей Свободы и стихотворением Лазарус, стало популярным тезисом среди белых приверженцев альт-правых. Мишель Йе Хи Ли из The Washington Post заявила, что «ни тот, ни другой не совсем правильно поняли статую Свободы … хотя само стихотворение не было частью оригинальной статуи, оно было заказано в 1883 году, чтобы помочь собрать средства на пьедестал» и «придало статуе ещё один уровень смысла, помимо её аболиционистского послания».

## Личная жизнь
Миллер женился на Кэти Уолдман, коллеге из администрации, 16 февраля 2020 года. У них есть дочь, родившаяся 19 ноября 2020 года, а в феврале 2022 года они объявили о рождении сына.
6 октября 2020 года он объявил, что у него положительный результат на COVID-19. Он был в числе нескольких сотрудников Белого дома, пострадавших от вспышки заболевания.